# 앤서니 김

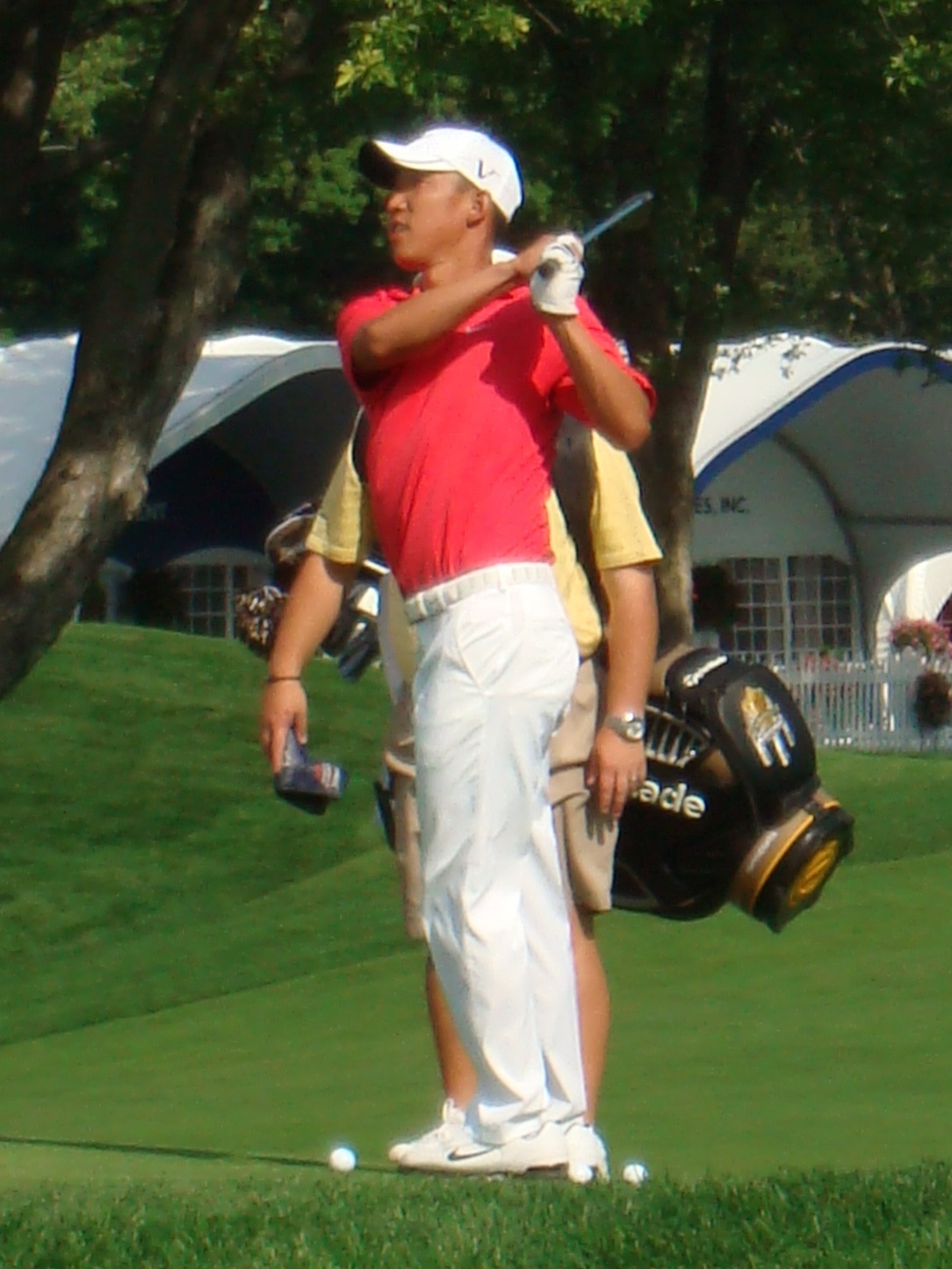

앤서니 김(영어: Anthony Ha-jin Kim 앤서니 하진 김[*], 1985년 6월 19일 ~ ) 또는 김하진은 한국계 미국인 프로 골프선수이다. 2008년 7월 25세 이하의 선수로 한 시즌에 두 차례 우승을 하였고 이는 타이거 우즈에 없는 기록이다. 상당한 수준의 한국어 실력을 가지고 있으며 김치찌개를 좋아한다.

## 학력
- 오클라호마주립대학교 3학년 중퇴[2]

## 수상
- 2008년 PGA 투어 AT&T 내셔널 우승

## 참고 문헌
- 조선일보 앤서니 김, "이번 우승은 나에게 더욱 특별하다"
- 앤서니 김, 우즈의 자리 메우다